# Léon De Coster (schutter)
Maria Leo Lodewijk Desiderius Jozef De Coster (Léon Louis) De Coster (Mechelen, 26 april 1893 - onbekend) was een Belgisch schutter.

## Levensloop
De Coster nam deel aan de Olympische Zomerspelen van 1920 te Antwerpen. Hij trad er met het Belgisch team (voorts bestaande uit Paul Van Asbroeck, Norbert Van Molle, Philippe Cammaerts, Jules Bastin en Robert Andrieux) aan in het onderdeel 'militair pistool, team'. Ze behaalden er een zevende plaats in het eindklassement.